# Апаро, Джим
Джеймс Н. Апаро (англ. James N. Aparo; 24 августа 1932 — 19 июля 2005) — американский художник комиксов.

## Ранние годы
Апаро вырос в Нью-Бритене и был художником-самоучкой.

## Смерть
Апаро умер 19 июля 2005 года в своём доме в Сатингтоне. В одном отчёте причиной смерти указана «длительная борьба с раком», но в официальном заявлении его семьи говорилось, что смерть наступила в результате «осложнений, связанных с недавней болезнью».

## Награды и признание
В 1972 году Апаро получил премию Shazam Award, а в 1993 году — премию Inkpot Award.
В 2019 году он посмертно попал в Зал славы комиксов Уилла Айснера. В том же году сайт Comic Book Resources назвал Апаро одним из 10 лучших художников комиксов о Бэтмене.

### Charlton Comics
- Captain Atom (Nightshade) #87–89 (1967–1967)
- Career Girl Romances #40 (1967)
- Charlton Premiere #4 (1968)
- Cheyenne Kid #66–71 (1968–1969)
- Ghost Manor #77 (1984)
- Ghostly Tales #65–68, 71–72, 74–76, 79, 81, 137, 141–142, 146, 149, 153, 164 (1968–1983)
- Go-Go #5–9 (1967–1967)
- Gunfighter #52, 83 (1967—1984)
- Hercules: Adventures of the Man-God #1–10 (1968–1969)
- I Love You #67 (1967)
- Love Diary #62, 66 (1969—1970)
- The Many Ghosts of Doctor Graves #4–5, 7–8, 17, 66, 69 (1967–1981)
- Peter Cannon, Thunderbolt #60 (1967) [Prankster]
- The Phantom #31–34, 36–38 (1969–1970)
- Romantic Story #94 (1968)
- Scary Tales #22 (1980)
- Secret Agent #10 (1967) [Tiffany Sinn]
- Space Adventures #2, 4 (1968)
- Space Adventures Presents U.F.O. #60 (1967)
- Strange Suspense Stories vol. 2 #1–2, 4 (1967—1968)

### DC Comics
- Adventure Comics (Adventurers' Club) #426–427; (Spectre) #431–433, 435–436, 440; (Aquaman) #441–452; (Deadman) #459–461, 464 (1973–1979)
- All-Star Western (vol. 2) #5 (1971)
- Aquaman #40–59 (1968–1978)
- Aquaman (vol. 3) #52 (1999)
- Azrael Annual #3 (1997)
- Batman #414–420, 426–435, 440–448, 450–451, 480–483, 486–491, 494–500, 533–534, 558, 560–562 (1987–1999)
- Batman Annual #24 (2000), Batman Annual #25 (2006)
- Batman and the Outsiders #1–9, 11–12, 16–20 (1983–1985)
- Batman: Blackgate Isle of Men (1998)
- Batman: Brotherhood of the Bat (1996)
- The Batman Chronicles #7, 14 (1997–1998)
- Batman Family #17 (Batman, Robin, Huntress) (1978)
- Batman: GCPD #1–4 (1996)
- Batman: Legends of the Dark Knight #142–145, Annual #1 (1991–2001)
- Batman: Shadow of the Bat #61, 68 (1997)
- The Brave and the Bold #98, 100–102, 104–136, 138–145, 147, 149–152, 154–155, 157–162, 168–170, 173–178, 180–182, 184, 186–189, 191–193, 195–196, 200 (1971–1983)
- DCU Holiday Bash #1 (1996)
- Deadman: Dead Again #2 (2001)
- Detective Comics #437–438, 444–446, 500, 625–632, 638–643, 716, 719, 722, 724 (1973–1998)
- Ghosts #1 (1971)
- Green Arrow #0, 81–88, 91–95, 98–100, 109, 123 (1993–1997)
- House of Mystery #192, 201, 209 (1971–1972)
- House of Secrets #93, 97, 105 (1971–1973)
- Justice League of America #200 (1982)
- Mystery in Space #111 (1980)
- Outsiders #1–7, 9–14, 17–22, 25–26 (1985–1988)
- Phantom Stranger (vol. 2) #7–26 (1969–1973)
- Secret Origins (vol. 2) #10 (Phantom Stranger) (1987)
- Spectre (vol. 3) #16 (1994)
- Speed Force #1 (The Flash/Kid Flash) (1997)
- Steel #33 (1996)
- Superboy and the Ravers #8 (1997)
- Teen Titans #36 (Aqualad) (1971)
- Time Warp #1 (1979)
- The Unexpected #127, 132 (1971–1972)
- The Untold Legend of the Batman #2–3 (1980)
- Witching Hour #25 (1972)
- Wrath of the Spectre #4 (1988)